# Tomopterus quadratipennis
Tomopterus quadratipennis är en skalbaggsart som beskrevs av Bates 1873. Tomopterus quadratipennis ingår i släktet Tomopterus och familjen långhorningar. Inga underarter finns listade i Catalogue of Life.